# Eugen d'Albert
Eugen d'Albert (10 de abril de 1864 - 3 de marzo de 1932), fue un pianista y compositor nacionalizado alemán pero nacido en Glasgow, Escocia. 

## Biografía
D’Albert nació en Glasgow y vivió inicialmente en Reino Unido. A los 12 años entró en la escuela de Londres y estudió piano con Ernst Pauer, teoría y composición con Ebenezer Prout, John Stainer y Arthur Sullivan. A los quince años de edad, estrenó una de sus composiciones; a los dieciséis, comenzó a actuar regularmente como pianista en los conciertos populares de Hans Richter y a los diecisiete, estrenó su recién escrito concierto para piano.
Ganó la Beca Mendelssohn y viajó a Viena, donde interpretó un movimiento de su concierto con la Filarmónica y, con la ayuda de Richter, se convirtió en alumno de Liszt. D’Albert trabajó durante un tiempo como pianista del rey de Sajonia, en 1895 fue director de la Orquesta Estatal de Weimar y en 1907 sucedió a Joseph Joachim como director de la "Hochschule für Musik" en Berlín.
D’Albert fue una persona estudiosa y se le consideraba un virtuoso. Realizó ediciones críticas de las obras de Bach y de Beethoven; escribió cadenzas para los conciertos de Beethoven. Siempre sintió también un profundo interés por la medicina, aunque nunca la estudió formalmente; fue vegetariano y se casó seis veces. D’Albert nunca ocultó su adhesión a Alemania, antes y durante la Primera Guerra Mundial, y además menospreció públicamente la cultura inglesa y a sus profesores británicos. Pero murió poco antes de aquel cambio en el orden político alemán, que podría haberle llevado a cuestionar sus lealtades. 
Curiosamente, el catálogo de D’Albert no cuenta con muchas obras para piano. Más bien está dirigido hacia la ópera: compuso diecinueve, mientras que una vigésima, que la dejó inconclusa, fue completada por Leo Blech y estrenada póstumamente en Dresde. D’Albert también compuso música incidental para el teatro, una sinfonía, dos oberturas de concierto, una suite de concierto, dos cuartetos de cuerdas, una obra coral filosófica (El Hombre y la Vida), dos conciertos para piano, un concierto para violonchelo y un ciclo de canciones para soprano y orquesta.
De todas sus obras, solamente la ópera Tiefland, estrenada en Praga en 1903, mantiene cierta permanencia en Alemania y se representa ocasionalmente. Según el «Grove Dictionary of Music and Musicians» es una obra que, al mezclar el sensacionalismo de Puccini con la solidez alemana, no logra atraer a los amantes ni de uno ni de otro género.
d'Albert llegó a casarse hasta seis veces, incluyendo la pianista y cantante venezolana Teresa Carreño, llegando a tener varias nacionalidades Británica, Alemana y Suiza.

## Media
- Eugen d'Albert toca para Welte-Mignon el 19 de mayo de 1905. Frédéric Chopin: Polonesa op. 53*ⓘ

## Catálogo de obras
| Año  | Opus    | Obra | Tipo de obra                 |
| ---- | ------- | --- | ---------------------------- |
| 1883 | Opus 01 | Suite pour piano en ré mineur.                                                                                  | Música solista (piano)       |
| 1884 | Opus 02 | Concerto pour piano en si mineur.                                                                               | Música orquestal (concierto) |
|      | Opus 03 | Lieder avec accompagnement de piano.                                                                            | Música vocal (piano)         |
| 1886 | Opus 04 | Symphonie en fa majeur.                                                                                         | Música orquestal             |
|      | Opus 05 | Acht Klavierstcke (Ocho piezas para piano). | Música solista (piano)       |
|      | Opus 06 | Valse pour piano à quatre mains.                                                                                | Música solista (piano)       |
| 1887 | Opus 07 | Quatuor à cordes n.º 1 en la mineur                                                                             | Música de cámara             |
| 1888 | Opus 08 | Ouverture d'Esther .                                                                                            | Música orquestal             |
|      | Opus 09 | Lieder avec accompagnement de piano.                                                                            | Música vocal (piano)         |
| 1893 | Opus 10 | Sonate pour piano en fa dièse mineur.                                                                           | Música solista (piano)       |
| 1893 | Opus 11 | Quatuor à cordes n.º 2 en mi bémol majeur                                                                       | Música de cámara             |
| 1893 | Opus 12 | Concerto pour piano n.º 2 en mi bémol majeur.                                                                   | Música orquestal (concierto) |
|      | Opus 13 | Lieder avec accompagnement de piano.                                                                            | Música vocal (piano)         |
| 1893 | Opus 14 | Der Mensch und das Leben (O. Ludwig), para coro y orquesta.                                                     | Música coral (orquesta)      |
| 1893 |         | Der Rubin (Musikalisches Märchen (d'Albert, según F. Hebbel), Karlsruhe, 12 de octubre de 1893.                 | Música escénica (ópera)      |
| 1895 |         | Ghismonda (d'Albert, según K. Immermann), Dresde, 28 de noviembre de 1895.                                      | Música escénica (ópera)      |
| 1897 | Opus 15 | Seejungfräulein, scène de concert pour voix et orchestre.                                                       | Música vocal (orquesta)      |
|      | Opus 16 | Vier Klavierstcke. | Música solista (piano)       |
|      | Opus 17 | Lieder avec accompagnement de piano.                                                                            | Música vocal (piano)         |
|      | Opus 18 | Lieder avec accompagnement de piano.                                                                            | Música vocal (piano)         |
|      | Opus 19 | Lieder avec accompagnement de piano.                                                                            | Música vocal (piano)         |
| 1897 |         | Gernot (G. Kastropp) (Mannheim, 11 de abril de 1897).                                                           | Música escénica (ópera)      |
| 1898 |         | Die Abreise (F. von Sporck, según A. von Steigentesch), Frankfurt, 20 de octubre de 1898.                       | Música escénica (ópera)      |
| 1899 | Opus 20 | Concerto pour violoncelle en ut majeur.                                                                         | Música orquestal (concierto) |
|      | Opus 21 | Lieder avec accompagnement de piano.                                                                            | Música vocal (piano)         |
|      | Opus 22 | Lieder avec accompagnement de piano.                                                                            | Música vocal (piano)         |
| 1900 | Opus 23 | Huit Lieder. | Música vocal (piano)         |
| 1900 |         | Kain (H. Bulthaupt) (Berlín, 17 de febrero de 1900).                                                            | Música escénica (ópera)      |
| 1902 |         | Der Improvisator (Kastropp) (Berlín, 20 de febrero de 1902).                                                    | Música escénica (ópera)      |
| 1903 |         | Tiefland [Tierra baja] (music drama, R. Lothar, sobre A. Guimer: Terra baixa) (Praga, 15 de noviembre de 1903). | Música escénica (ópera)      |
| 1903 | Opus 24 | Wie wir die Natur erleben, para soprano (o tenor) y orquesta.                                                   | Música vocal (orquesta)      |
| 1904 | Opus 25 | Deux Lieder, para soprano (o tenor) y orquesta.                                                                 | Música vocal (orquesta)      |
| 1904 | Opus 26 | Mittelalterliche Venushymne, para tenor, coro masculino y orquesta.                                             | Música coral (orquesta)      |
|      | Opus 27 | Lieder avec accompagnement de piano.                                                                            | Música vocal (piano)         |
|      | Opus 28 | Lieder avec accompagnement de piano.                                                                            | Música vocal (piano)         |
|      | Opus 29 | Cinq Bagatelles, para piano.                                                                                    | Música solista (piano)       |
| 1904 | Opus 30 | An den Genius von Deutschland, para coro, solistas y orquesta.                                                  | Música vocal (orquesta)      |
| 1905 |         | Flauto solo (musical comedy, H. von Wolzogen) (Praga, 12 de noviembre de 1905).                                 | Música escénica (ópera)      |
| 1907 |         | Tragaldabas (comic op, Lothar) (Hamburgo, 3 de diciembre de 1907).                                              | Música escénica (ópera)      |
| 1909 |         | Izeÿl (music drama, Lothar) (Hamburgo, 6 de noviembre de 1909).                                                 | Música escénica (ópera)      |
| 1912 |         | Die verschenkte Frau (ópera cómica, Lothar, R. Batka), Vienna, 6 de febrero de 1912.                            | Música escénica (ópera)      |
| 1912 |         | Liebesketten (Lothar) (Viena, 12 de noviembre de 1912).                                                         | Música escénica (ópera)      |
| 1916 |         | Die toten Augen [«Los ojos muertos»] (H.H. Ewers) (Dresde, 5 de marzo de 1916).                                 | Música escénica (ópera)      |
| 1918 |         | Der Stier von Olivera (Batka) (Leipzig, 10 de marzo de 1918).                                                   | Música escénica (ópera)      |
| 1919 |         | Revolutionshochzeit (F. Lion) (Leipzig, 26 de octubre de 1919).                                                 | Música escénica (ópera)      |
| 1921 |         | Scirocco (L. Feld, K.M. von Levetzow) (Darmstadt, 18 de mayo de 1921).                                          | Música escénica (ópera)      |
| 1923 |         | Mareike von Nymwegen (Legendenspiel, H. Alberti) (Hamburgo, 31 de octubre de 1923).                             | Música escénica (ópera)      |
| 1924 | Opus 33 | Aschenputtel, Suite pour orchestre.                                                                             | Música orquestal             |
| 1924 | Opus 34 | Prélude symphonique pour l'opéra "Tiefland".                                                                    | Música orquestal             |
| 1926 |         | Der Golem (drama musical, Lion) (Fráncfort, 14 de noviembre de 1926).                                           | Música escénica (ópera)      |
| 1928 |         | Die schwarze Orchidee (ópera burlesca, Levetzow) (Leipzig, 1 de diciembre de 1928).                             | Música escénica (ópera)      |
| 1932 |         | Mister Wu (Levetzow) (Dresde, 29 Sept 1932) (completada por L. Blech)                                           | Música escénica (ópera)      |